# 시부키 준
시부키 준(紫吹 淳, 1968년 11월 19일 ~ )은 일본의 여자 배우이며, 전 다카라즈카 가극단 톱스타이다.

## 역사
사지의 약점을 걱정한 부모의 권유에 의해 3세 때 춤을 배우기 시작했다. 이후 중학교 시절에는 발레 교실의 발표회에서 백설 공주 춤을 추었는데, 키가 너무 자란 것으로 드러나 발레를 그만두고 머리를 잘라 버렸다. 그러나 이후 발레에 대한 애정을 끊지 못하고 다시 발레 교실에 다니기 시작했는데, 다카라즈카 가극단의 팬이었던 발레 강사에게 다카라즈카 응시를 권유받았고, 이후 1984년에 다카라즈카 가극단 학교에 응시하여 합격하였다.